# Liban aux Jeux olympiques de la jeunesse d'hiver de 2012
Le Liban a participé aux Jeux olympiques de la jeunesse d'hiver de 2012 à Innsbruck en Autriche du 13 au 22 janvier 2012. L'équipe libanaise était composée de deux athlètes dans un sport, le ski alpin.

## Résultats

### Ski alpin
Le Liban a qualifié un homme et une femme en ski alpin.
Homme
| Athlète          | Épreuve      | Finale        | Finale        | Finale        | Finale |
| Athlète          | Épreuve      | Manche 1      | Manche 2      | Total         | Rang   |
| ---------------- | ------------ | ------------- | ------------- | ------------- | ------ |
| Alexandre Mohbat | Slalom       | 48 s 53       | 45 s 88       | 1 min 34 s 41 | 28     |
| Alexandre Mohbat | Slalom géant | 1 min 04 s 26 | 1 min 00 s 21 | 2 min 04 s 47 | 30     |
| Alexandre Mohbat | Super-G      |               |               | 1 min 14 s 42 | 36     |
| Alexandre Mohbat | Combiné      | 1 min 10 s 52 | 47 s 46       | 1 min 57 s 98 | 29     |

Femme
| Athlète        | Épreuve      | Finale           | Finale           | Finale           | Finale           |
| Athlète        | Épreuve      | Manche 1         | Manche 2         | Total            | Rang             |
| -------------- | ------------ | ---------------- | ---------------- | ---------------- | ---------------- |
| Céline Kairouz | Slalom       | N'a pas terminée | N'a pas terminée | N'a pas terminée | N'a pas terminée |
| Céline Kairouz | Slalom géant | 1 min 11 s 26    | 1 min 11 s 30    | 2 min 22 s 56    | 39               |
| Céline Kairouz | Super-G      |                  |                  | 1 min 25 s 79    | 31               |
| Céline Kairouz | Combiné      | 1 min 21 s 08    | 48 s 66          | 2 min 09 s 74    | 29               |